# Kulčiba
Kulčiba (Strychnos) je rod rostlin z čeledi logániovité. Jsou to keře, liány nebo nevelké stromy s jednoduchými vstřícnými listy s charakteristickou žilnatinou. Květy jsou pravidelné, čtyř nebo pětičetné, plodem je bobule. Rod zahrnuje asi 190 druhů a je rozšířen v tropech a subtropech téměř celého světa. Většina druhů obsahuje silně jedovaté indolové alkaloidy. Ze semen kulčiby dávivé i jiných druhů je získáván strychnin a brucin, alkaloidy používané ve farmacii. Některé druhy kulčiby slouží domorodcům k výrobě šípových jedů nebo jako léčivo.

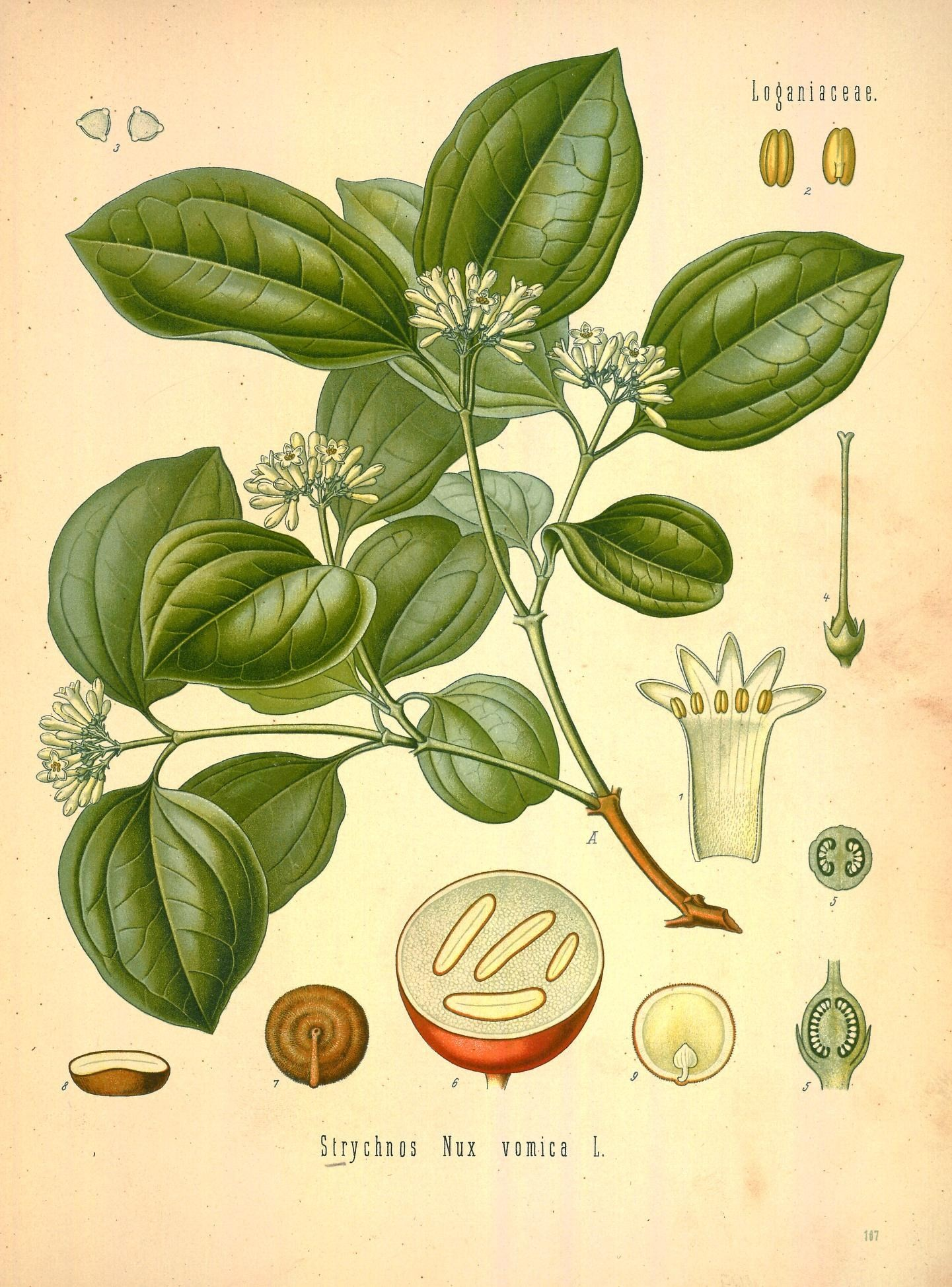
Ilustrace kulčiby dávivé z roku 1890

## Popis
Kulčiby jsou trnité nebo beztrnné keře, stromy i liány. Popínavé druhy mají úžlabní jednoduché nebo rozdvojené úponky. Někdy jsou přítomny úžlabní trny. Palisty jsou často redukované na brvitou linii spojující báze řapíků. Listy jsou vstřícné, řapíkaté až téměř přisedlé, jednoduché, celistvé, celokrajné. Žilnatina je u většiny druhů tvořena 3 až 7 od báze jdoucími hlavními žilkami, několik afrických druhů má žilnatinu zpeřenou. Květy jsou stopkaté nebo přisedlé, čtyř nebo pětičetné, pravidelné, oboupohlavné, uspořádané v úžlabních nebo vrcholových chocholících. Kalich je zelený nebo hnědý, tvořený 4 nebo 5 téměř až k bázi volnými laloky. Koruna je bílá, zelenavá nebo světle žlutá, kolovitá až nálevkovitá, tence dužnatá. Tyčinka Tyčinky jsou vyčnívající nebo zanořené, přirostlé v horní polovině korunní trubky. Semeník obsahuje většinou 2 komůrky s několika až mnoha vajíčky, u některých afrických druhů je jednokomůrkový. Čnělka je válcovitá, zakončená hlavatou nebo lehce dvoulaločnou bliznou. Plodem je oranžová nebo červená, kulovitá až elipsoidní bobule s tuhou až tenkou slupkou, obsahující 1 až 15 semen a oranžovou dužninu. Semena jsou zploštělá, okrouhlá až eliptická.

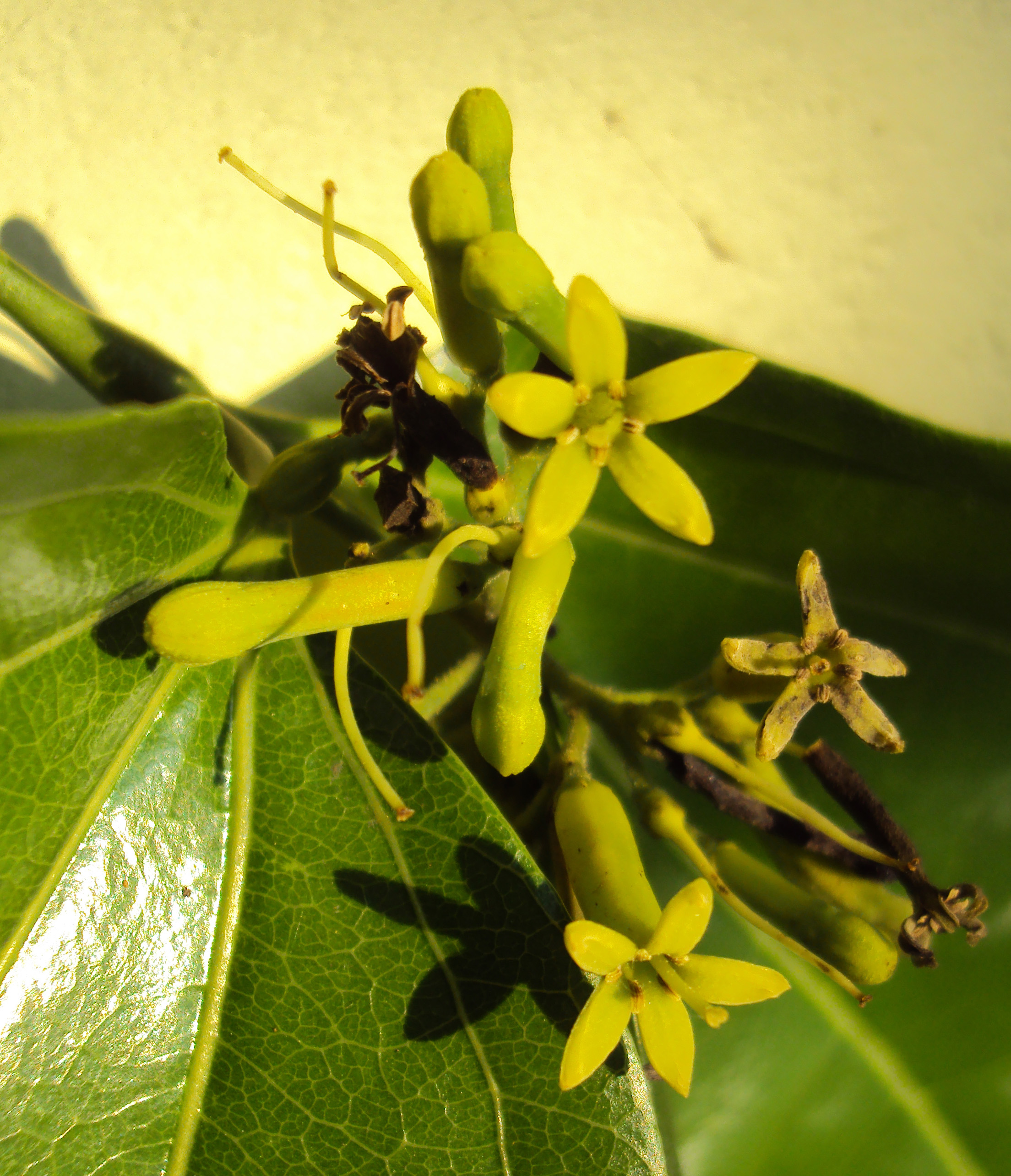
Květy kulčiby dávivé
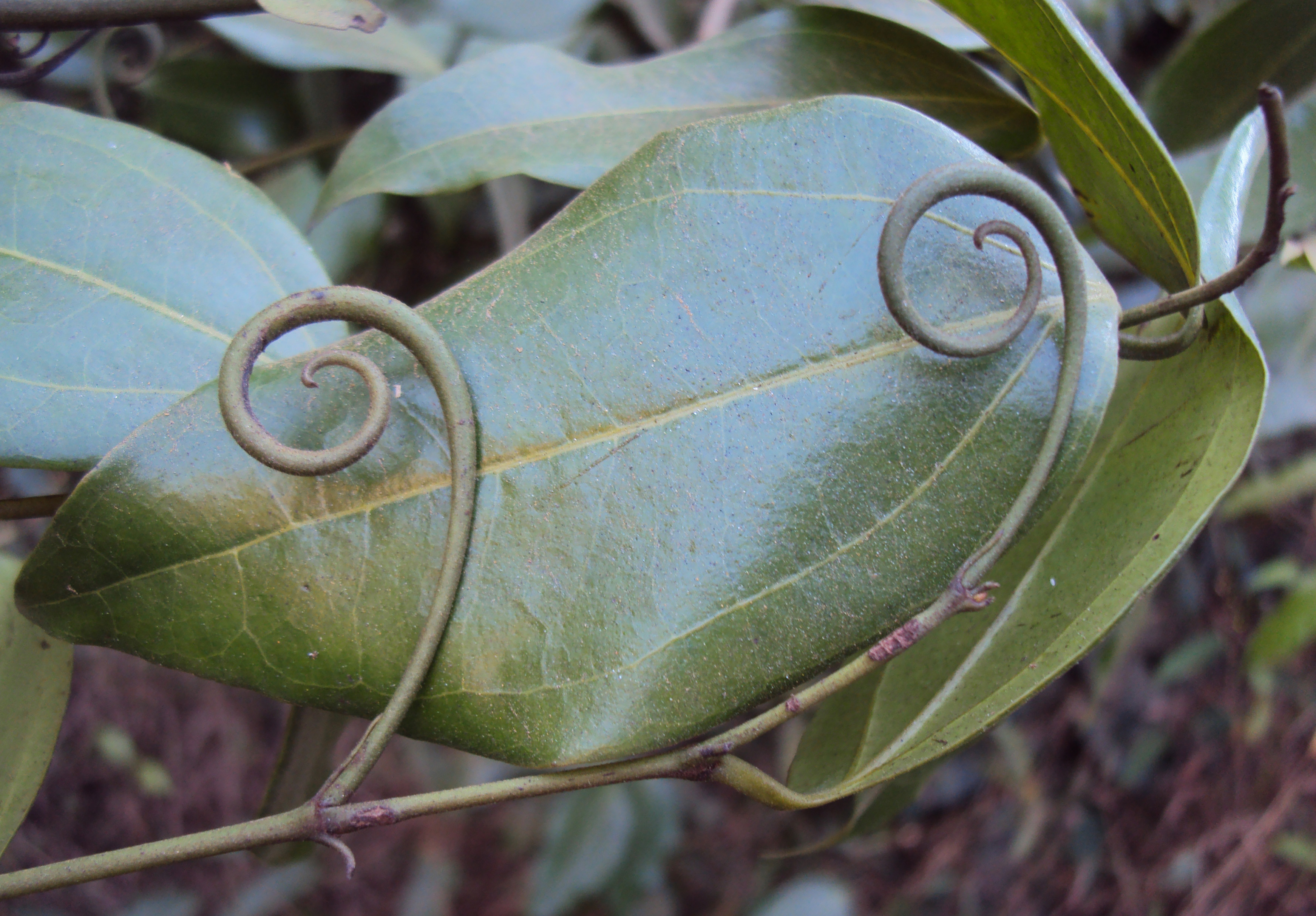
Úponky kulčiby Strychnos colubrina
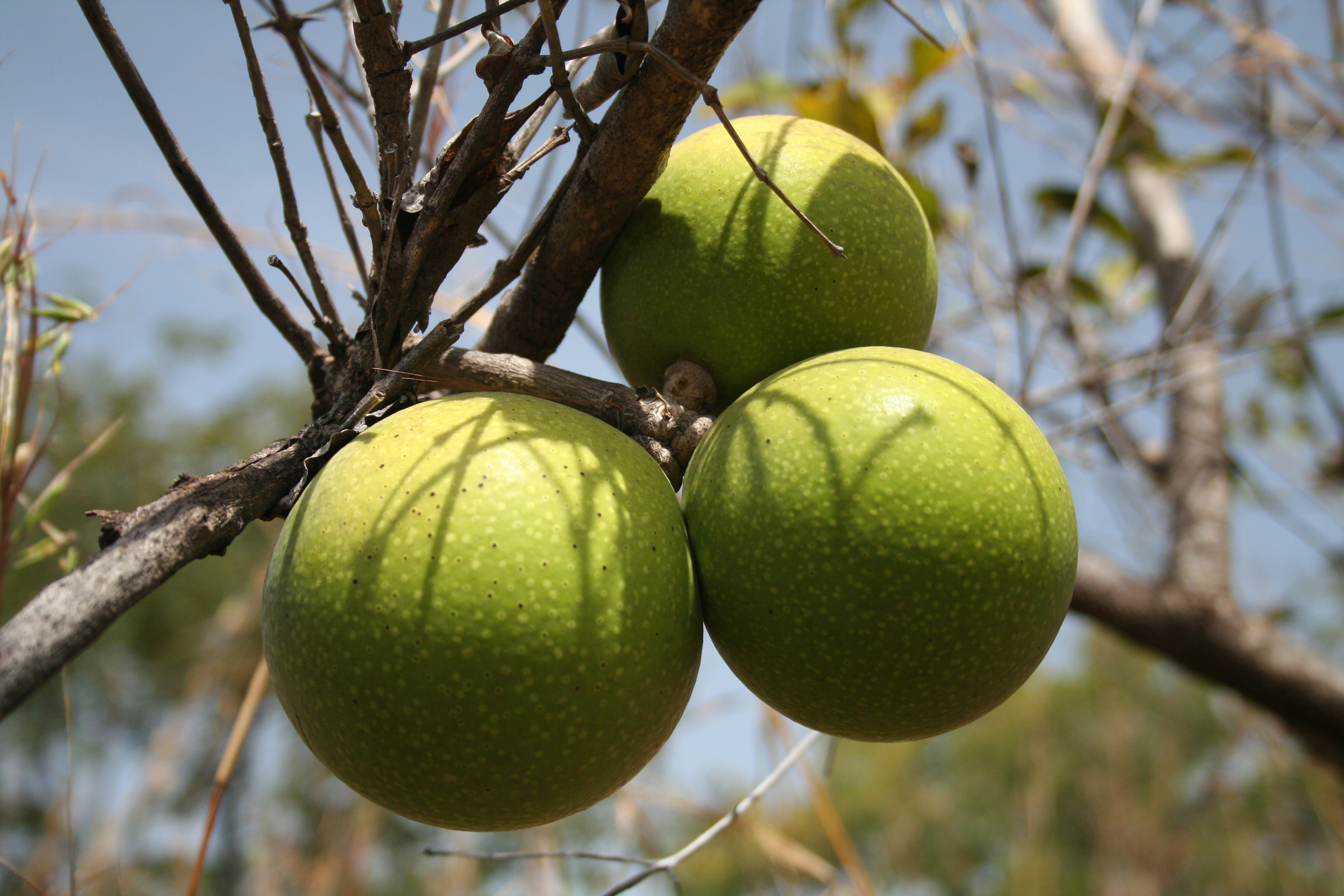
Plody kulčiby Strychnos spinosa

## Rozšíření
Rod kulčiba zahrnuje asi 190 druhů. Je rozšířen v tropech a subtropech téměř celého světa. Pralesní druhy jsou většinou liány, druhy otevřených stanovišť keře a stromky.

## Obsahové látky a jedovatost
Většina druhů kulčiby obsahuje indolové alkaloidy a je jedovatá. Asijské a australské druhy obsahují především alkaloidy strychninového typu, jejichž hlavní účinek se projevuje křečemi. Naproti tomu americké druhy obsahují převážně alkaloidy kurarového typu, způsobující ochromení svalstva. Z dalších obsahových látek jsou přítomny glykosidy (např. loganin a kyselina loganová).
Smrtelná dávka kulčiby dávivé je 30 až 120 mg (podáváno orálně).

## Ekologické interakce
Semena kulčib jsou často šířena ptáky, pojídajícími dužninu plodů. V Americe je vyhledávají např. tukani.

## Zástupci
- kulčiba Crevauxova (Strychnos crevauxii)
- kulčiba dávivá (Strychnos nux-vomica)
- kulčiba hořká (Strychnos ignatii)
- kulčiba jedovatá (Strychnos toxifera), též kulčiba jedodárná[5]

## Význam

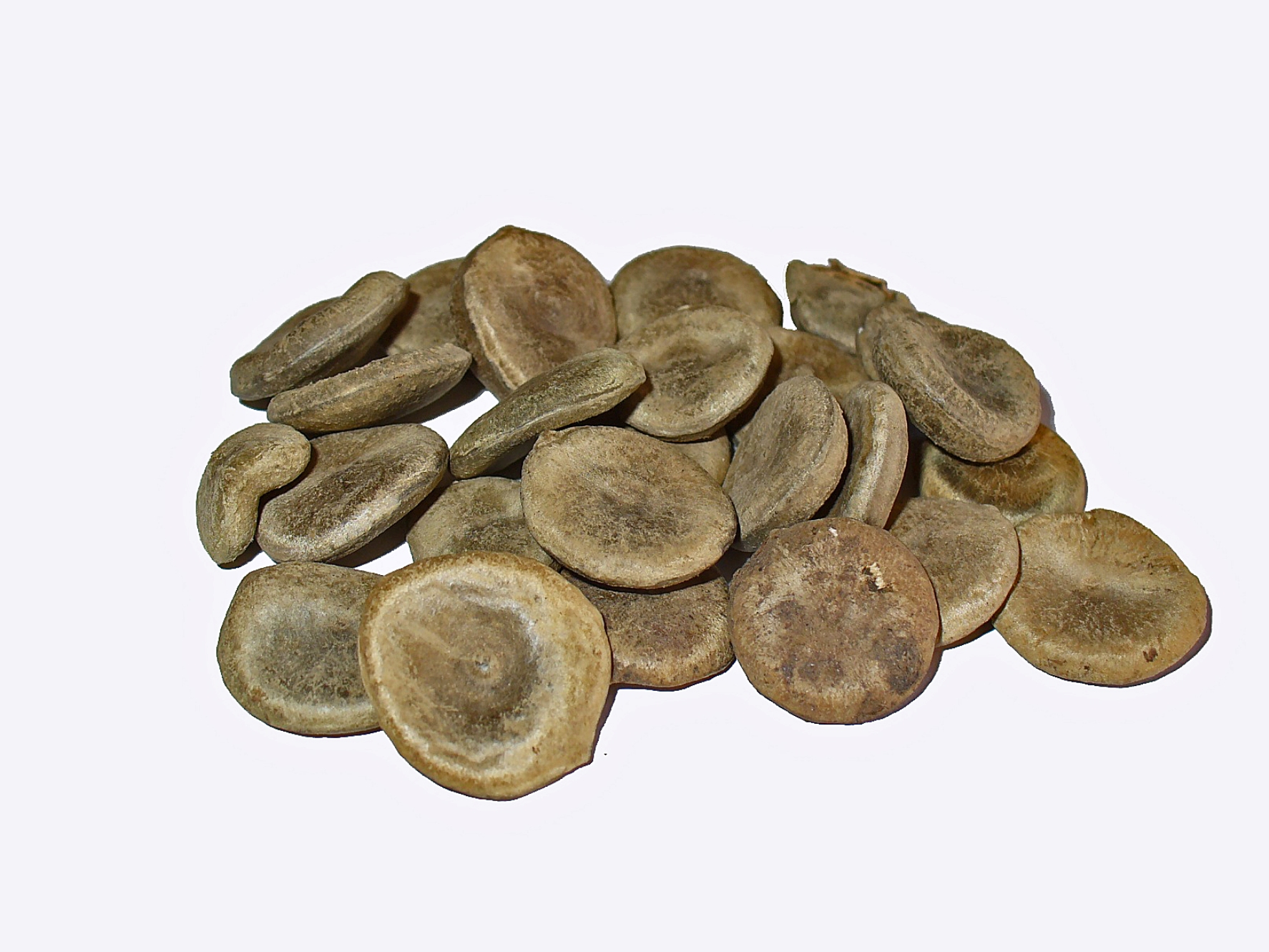
Semena kulčiby dávivé

Ze semen kulčiby dávivé (Strychnos nux-vomica), Strychnos ignatii i některých dalších druhů jsou izolovány indolové alkaloidy strychnin a brucin. Největším producentem je Indie. Domorodci v tropické Asii, zejména v Malajsii a Borneu, připravují z kořenů a kůry kulčib šípový jed. Jako zdroj kurare jsou kulčiby používány i v tropické Americe, zejména kulčiba jedovatá (S. toxifera), S. crevauxii a S. castelnaei.
Mnohé druhy kulčib mají využití v místní medicíně. Bobule Strychnos spinosa jsou v Africe používány při horečkách, zažívacích potížích, neuralgii aj.
Semena kulčiby dávivé mají široké použití v indické medicíně zejména jako nervové stimulans a tonikum.
Listy a kořeny Strychnos colubrina, vyvařené v oleji, jsou v indické medicíně používány na revmatické otoky. Dřevo se používá při malárii, kořeny proti střevním parazitům a jako projímadlo.